# Kosmos 2494
Kosmos 2494, ruski navigacijski satelit (globalno pozicioniranje) iz programa Kosmos. Vrste je GLONASS-M (Glonass br. 754, Uragan M br. 754). 
Lansiran je 23. ožujka 2014. godine ui 22:54 s kozmodroma Pljesecka. Lansiran je u srednje visoku orbitu oko planeta Zemlje raketom nosačem Sojuz-2/Fregat. Orbita mu je 19108 km u perigeju i 19201 km u apogeju. Orbitna inklinacija mu je 64,81°. Spacetrackov kataloški broj je 39155. COSPARova oznaka je 2014-012-A. Zemlju obilazi u 676,71 minutu. Pri lansiranju bio je mase 1.415 kg.
Na internetu ne postoji jedinstveni opis Kosmosa 2494, koji ponegdje opisom odgovara Kosmosu-2492 (SKRL-756 br. ET12, satelitu za kalibriranje radara).
Razgonski blok (međuorbitni tegljač) Fregat 14S44 br. 112-01 odvojio se, ostao u srednje visokoj orbiti nekoliko stotina kilometara poviše od satelita.

## Vanjske poveznice
- Состав группировки КНС ГЛОНАСС на 28.01.2012г Состояние ОГ (rus.)
- Glonass  Arhivirana inačica izvorne stranice od 18. lipnja 2006. (Wayback Machine) (rus.)
- Glonass Constellation Status (engl.)
- N2YO.com Search Satellite Database (engl.)
- Celes Trak SATCAT Format Documentation (engl.)
- Kunstman  Arhivirana inačica izvorne stranice od 12. kolovoza 2019. (Wayback Machine) Satellites in Orbit (engl.)